# الحارث بن معاوية الكندي
الحارث بن معاوية بن زمعة الكندي الأعرج هو مخضرم، مختلفٌ في صحبته للرسول محمد، رأى بلال بن رباح مؤذِّنَ الرسول صلَّى الله عليه وسلَّم بدمشق، وسأله عن المسح على الخُفَّين، وروى عن عمر بن الخطاب وبلال وأبي الدرداء.

## روايته للحديث النبوي
سمع من: عمر بن الخطاب رضي الله عنه وكذلك روى عنه، ذكره ابْنُ مَنْدَه في الصحابة، وتبعه أبو نعيم، مستدلا بحديث المقدام الرهاوي، قال: جلس عبادة، وأبو الدرداء، والحارث بن معاوية، فقال أبو الدرداء: أيكم يذكر يوم صلى بنا رسول الله صَلَّى الله عليه وسلم إلى بعير من المغنم؟ قال عبادة: أنا، قال: فحدث، قال: صلى رسول الله صَلَّى الله عليه وسلم إلى بعير من المغنم، فلما انصرف تناول وبرة من وبر البعير، ثم قال: «مَا يَحِلُّ لِي مِنْ غَنَائِمِكُمْ مَا يَزِنُ هَذِهِ إِلَّا الخُمُسَ، وَهُوَ مَرْدُودُ فِيكُمْ».
والحارث ذكره ابْنُ سَعْدٍ وأبُو زُرْعَةَ الدِّمَشْقِيُّ في الطبقة الأولى من تابعي الشام، وعده أبو مسهر في كبار أصحاب أبي الدّرداء. وقال العِجْلِيُّ: من كبار التّابعين. وذكره في التّابعين البخاريّ، ومسلم، وأبو حاتم، وابن سميع، وابن حبّان. ورَوَى مكحول عن الحارث بن معاوية الكنديّ قال: فكنت أتوضَّأ أنا وأبو جَنْدَل بن سهل، فذكر قصة في المَسْح على الخفّينِ. وروى يَعْقُوبُ بْنُ سُفْيَانَ من طريق سليم بن عامر، عن الحارث بن معاوية ـــ أنه قدم على عمر، فقال له: ما أقدمك؟ كيف تركتَ أهل الشّام؟ فذكر قصة. قال ابن حجر العسقلاني: "والذي يغلب على الظن أنه من المخضرمين، وليس الحديث الأول صريحًا في صحبته.